# Topología del límite inferior
En matemáticas, la topología del límite inferior, llamada también en ocasiones topología de Sorgenfrey es una topología definida sobre la recta real. Al espacio topológico resultante, denotado por {\displaystyle \mathbb {R} _{\ell }}, se lo conoce por Recta de Sorgenfrey. Esta topología es distinta de la topología usual, y está generada por la base {\displaystyle \beta =\{[a,b)\ :\ a<b\}} donde {\displaystyle a,b} son números reales.
La Recta de Sorgenfrey, así como su producto {\displaystyle \mathbb {R} _{\ell }\times \mathbb {R} _{\ell }}, el Plano de Sorgenfrey, son una fuente de contraejemplos muy utilizados en topología. Ambos espacios deben su nombre a Robert Sorgenfrey.

## Propiedades
- La topología del límite inferior es una topología estrictamente más fina que la topología usual, esto es, todo abierto en {\displaystyle \mathbb {R} } con la topología usual es abierto en {\displaystyle \mathbb {R} _{\ell }}, puesto que podemos escribir un abierto {\displaystyle (a,b)} de la base de la topología usual como {\displaystyle (a,b)=\bigcup _{n\in \mathbb {N} }[a+{(b-a) \over 2n},b)}, unión de abiertos de la base de {\displaystyle \mathbb {R} _{\ell }}. Sin embargo, los propios abiertos de la base de {\displaystyle \mathbb {R} _{\ell }} no son abiertos en la topología usual.

- Los intervalos con la forma {\displaystyle [a,b)}, {\displaystyle [a,+\infty )} y {\displaystyle (-\infty ,a)} son abiertos y cerrados en la recta de Sorgenfrey. Además, los puntos son cerrados, pero no son abiertos.[1]

- {\displaystyle \mathbb {R} _{\ell }} es un espacio totalmente disconexo, lo que quiere decir que la componente conexa de cada punto es él mismo.

- En términos de axiomas de separación, {\displaystyle \mathbb {R} _{\ell }} es un espacio Hausdorff perfectamente normal. Como consecuencia, también es T0 y T1.

- En términos de axiomas de numerabilidad, es ANI[2] y separable,[1] pero no es ANII.

- En términos de compacidad, es Lindelöf (cada recubrimiento abierto admite subrecubrimiento numerable) y paracompacto, pero no es σ-compacto ni localmente compacto.

- {\displaystyle \mathbb {R} _{\ell }} no es metrizable dado que los espacios metrizables y separables son ANII. Sin embargo, la topología en la Recta de Sorgenfrey está generada por una premétrica.

- {\displaystyle \mathbb {R} _{\ell }} es un espacio de Baire .